# Zgierz
Zgierz (in tedesco Görnau) è una città polacca del distretto di Zgierz nel voivodato di Łódź.
Ricopre una superficie di 42,32 km² e nel 2005 contava 58 351 abitanti.

## Amministrazione

### Gemellaggi
- Hódmezővásárhely[1]